# 2-clorocicloexano-1,4-diol

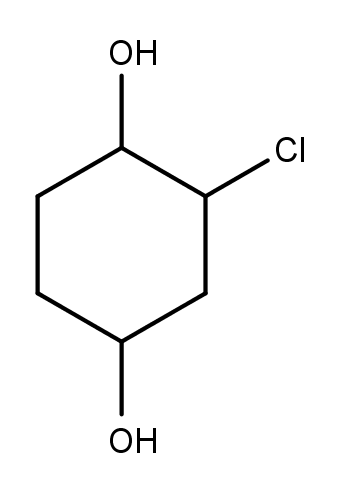

| 2-clorocicloexano-1,4-diol |
| -------------------------- |
| SCHEMBL9815750             |
| chemsink                   |

| Propriedades      | Propriedades      | Propriedades                      | Propriedades                      |
| ----------------- | ----------------- | --------------------------------- | --------------------------------- |
| formula molecular | formula molecular | {\displaystyle {\ce {C6H11ClO2}}} | {\displaystyle {\ce {C6H11ClO2}}} |
| Massa molecular   | Massa molecular   | 150.602 g/mol                     | 150.602 g/mol                     |

2-clorocicloexano-1,4-diol é um composto organoclorado derivado do 1,4-cicloexanodiol, por possuir um átomo de cloro na sua estrutura suas propriedades são antissépticas, fungicida, herbicida e inseticida, seus estado é cristalino em temperatura ambiente

## Propriedades
É um composto que possui duas hidroxilas em lados opostos e um átomo de cloro todos ligados a Cicloexano, é cristalino em estado ambiente, razoavelmente persistente em ambiente, é semelhante ao 2-clorocicloexanol podendo ser irritante e tóxico, não se sabe se é um potencial cancerígeno

## Fabricação
O 2-clorocicloexano-1,4-diol é produzido pela hidrocloração do ciclohex-2-eno-1,4-diol e da Hidratação e cloração do cicloex-2-en-1-ol ambos a altas temperaturas, o agente é produzido comumente pelo seu precursor o 1,4-cicloexanodiol podendo ser feito reagir com gás cloro a temperatura ambiente ou em reação de Hipoclorito dissolvido no agente também em temperatura ambiente.